# GB Railfreight

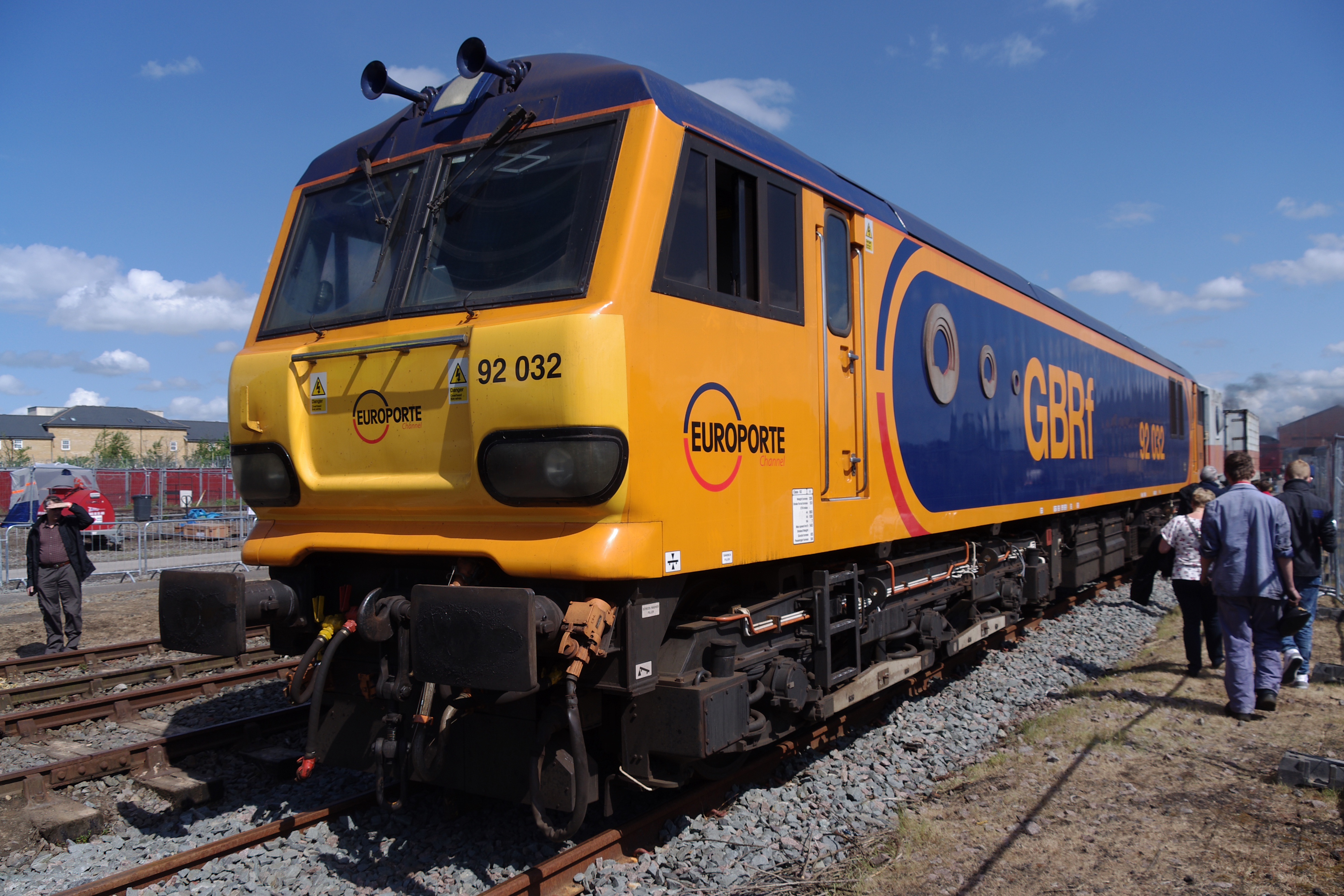
Locomotief van GB Railfreight

GB Railfreight is een Britse goederenvervoerder per spoor.
Behalve treindiensten verzorgt het bedrijf ook de aflevering van treinen voor andere bedrijven, onderhoud van treinen, en het sneeuwruimen op bepaalde trajecten.

## Geschiedenis
Het was eigendom van Europorte, een goederenvervoersbedrijf van Eurotunnel,
In oktober 2016 werd het overgekocht door EQT Partners, en werd het voor internationale diensten geïntegreerd met Hector Rail.
In september 2019 werd het bedrijf eigendom van Infracapital.